# Zuid-Ossetische Autonome Oblast
De Zuid-Ossetische Autonome Oblast (Georgisch: სამხრეთ ოსეთის ავტონომიური ოლქი, Ossetisch: Хуссар Ирыстоны автономон бӕстӕ, Russisch: Юго-Осетинская автономная область, Joego-Osetinskaja avtonomnaja oblast) was een autonome oblast die op 20 april 1922 gecreëerd werd binnen de Georgische SSR van de Sovjet-Unie. Op 10 december 1990 werd de autonomie ingetrokken door de Opperste Sovjet van de Georgische SSR tijdens het oplopende Georgisch-Ossetisch conflict dat leidde tot de burgeroorlog in Zuid-Ossetië. Momenteel wordt het grondgebied gecontroleerd door de separatistische republiek Zuid-Ossetië met politieke en militaire steun van Rusland dat deze republiek in 2008 erkende.

## Demografie
De belangrijkste etnische groep van de Zuid-Ossetische AO waren de Osseten. Gedurende het hele bestaan van de regio vertegenwoordigden de Osseten een stabiele meerderheid van meer dan twee derde van de bevolking. Georgiërs vormden de enige significante minderheid, met 25 tot 30% van de bevolking. Geen enkele andere etnische groep vormde meer dan 3% van de totale bevolking. Ongeveer de helft van alle families in de regio had een gemengde Ossetisch-Georgische achtergrond. Aanzienlijke aantallen Osseten woonden ook elders in Georgië, met ongeveer 100.000 verspreid over het land.
De hoofdstad Tschinvali werd in de jaren 1920 nog voornamelijk door Georgiërs bewoond, en kende een grote Georgisch Joodse populatie. In 1939 waren de Osseten in de stad al de grootste bevolkingsgroep met 44,3% en in 1959 waren ze in de meerderheid (65,8%).
| Osseten   | 60.351 | 69,1% | 72.266  | 68,1% | 63.698 | 65,8% | 66.073 | 66,5% | 65.077 | 66,4% | 65.232 | 66,2% |
| Georgiërs | 23.538 | 26,9% | 27.525  | 25,9% | 26.584 | 27,5% | 28.125 | 28,3% | 28.187 | 28,8% | 28.544 | 29,0% |
| Russen    | 157    | 0,2%  | 2.111   | 2,0%  | 2.380  | 2,5%  | 1.574  | 1,6%  | 2.046  | 2,1%  | 2.128  | 2,2%  |
| Armeniërs | 1.374  | 1,6%  | 1.537   | 1,4%  | 1.555  | 1,6%  | 1.254  | 1,3%  | 953    | 1,0%  | 984    | 1,0%  |
| Joden     | 1.779  | 2,0%  | 1.979   | 1,9%  | 1.723  | 1,8%  | 1.485  | 1,5%  | 654    | 0,7%  | 396    | 0,4%  |
| Anders    | 216    | 0,2%  | 700     | 0,7%  | 867    | 0,9%  | 910    | 0,9%  | 1.071  | 1,1%  | 1.453  | 1,5%  |
| Totaal    | 87.375 |       | 106.118 |       | 96.807 |       | 99.421 |       | 97.988 |       | 98.527 |       |